# Diecezja Maroua-Mokolo
Diecezja Maroua-Mokolo – diecezja rzymskokatolicka w Kamerunie. Powstała w 1968 jako prefektura apostolska. Diecezja od 1973.

## Biskupi diecezjalni
- Biskupi diecezjalni
  - Bp Bruno Ateba Edo (od 2014)
  - Bp Philippe Stevens (1994–2014)
  - Bp Jacques Joseph François de Bernon, O.M.I. (1973–1994)
- Prefekci apostolscy
  - Bp Jacques Joseph François de Bernon, O.M.I. (1968–1973)